# Pietro Alcionio
Pietro Alcionio (Venezia, 1487 – Roma, fine del 1527) è stato un umanista e traduttore italiano.

## Biografia
Fu un umanista classico e grande traduttore delle opere di Aristotele. Il suo anno di nascita è incerto, probabilmente intorno al 1487.
Dopo aver studiato greco a Venezia, sotto la guida di Marco Musuro da Candia, si impegnò come correttore di bozze presso l'editore e tipografo Aldo Manuzio.
Alcionio pubblicò a Venezia nel 1521 una traduzione latina di vari testi di Aristotele, dedicando l'opera a Leone X. Juan Ginés de Sepúlveda, umanista suo contemporaneo, rintracciò però in tale opera vari errori di traduzione.
Nel 1522 Alcionio venne nominato professore di greco a Firenze quando Giulio de' Medici, futuro Papa Clemente VII, era arcivescovo della città. 
In quell'anno spedì ad Aldo Manuzio  un dialogo dal titolo Medicis legatus, sive de exsilio, estratto da un'opera di Cicerone, per averne delle copie tirate a stampa. 
Fu accusato di plagio dal suo nemico storico, Paolo Manuzio, ma l'accusa fu smontata da Girolamo Tiraboschi nella sua Storia della letteratura italiana.
Quando Giulio de' Medici venne eletto Papa con il nome di Clemente VII, Alcionio lo seguì a Roma, dove rimase fino alla morte.
Morì per le conseguenze delle ferite riportate durante il sacco di Roma verso la fine del 1527.
Alcionio fu molto apprezzato anche fuori dai confini italiani, tanto che Erasmo da Rotterdam lo elogia in una sua lettera a John Watson nel 1516.

## Giudizi storici
L'Enciclopedia Britannica nell'edizione del 1911 rileva che I suoi contemporanei non lo avevano in simpatia a causa dell'accusa di plagio, di vanità e di prendersi licenze nelle traduzioni. .
Secondo Kenneth Gouwens Alcionio fu uno dei quattro umanisti che appartenevano alla cerchia di Papa Clemente VII selezionati per illustrare la scossa di discontinuità culturale ed il nuovo senso della vulnerabilità umana causato dal Sacco di Roma che mette un termine prematuro all'alta rinascita..
Di Alcionio sono rimaste numerose traduzioni di classici greci tradotti in latino, che comprendono orazioni di Isocrate e di Demostene.